# Rodrigo Rubio
Rodrigo Rubio Puertas (* 13. März 1931 in Montalvos, Provinz Albacete, Spanien; † 4. April 2007 in Madrid) war ein spanischer Schriftsteller.

## Leben und Werk
Rodrigo Rubio veröffentlichte etwa 40 Werke und erhielt zahlreiche literarische Auszeichnungen.
1965 wurde Rubio für seinen Roman Equipaje de amor para la tierra mit dem angesehenen Premio Planeta-Literaturpreis ausgezeichnet.
Das Buch wurde ins Deutsche übersetzt und erschien unter dem Titel Gepäck der Liebe. 
Zudem übersetzte er Werke aus dem Deutschen, dem Bulgarischen und dem Tschechischen in die spanische Sprache.
Rubio fand durch seine schwere Krankheit zur Literatur. Auf Grund von fortschreitenden rheumatischen Lähmungen war er jahrelang ans Bett gefesselt. Diese Zeit nutzte er jedoch zur Lektüre: „Ich hörte auf, nur an mein eigenes Schicksal zu denken und interessierte mich für meine Mitmenschen“.
Der Schriftsteller war mit Rosa Romá verheiratet.
Rodrigo Rubio starb am 4. April 2007 im Alter von 76 Jahren an den Folgen einer Lungenentzündung.

## Werke
- Un mundo a cuestas 1961
- La tristeza también muere 1963
- Equipaje de amor para la tierra (dt.: Gepäck der Liebe) 1965
- La deshumanización del campo 1966
- La espera 1967
- La sotana 1968
- Radiografía de una sociedad. Promocionada 1970
- Papeles amarillentos en el arca 1970
- Oración de otoño 1970
- Narrativa española 1970
- Minusvalidos 1970
- Agonizante sol 1972
- El gramófono 1974
- La silla de oro 1978
- El amigo Dwnga 1994